# Igrač godine (NHL)
Dodgeov igrač godine, zatim i Pro Setov igrač godine, ugasla je nagrada NHL-a. Bez obzira na prividnu važnost ovoga odlikovanja, ono je uspostavljeno isključivo kao kruna sponzorstva američke automobilske tvrtke Dodge u osamdesetima. Hartovim trofejem odlikuje se najbolji igrač regularnog dijela prvenstva od 1924., a Smytheovim najbolji igrač doigravanja od 1965.
Nagrada za igrača godine (izvorno: Player of the Year) uspostavljena je u sezoni 1984./85. s prefiksom Dodge. U objema sezonama između 1987. i 1989. godine, Dodge je uručivao još dvije neslužbene nagrade igračima NHL-a: za najviše postignutih pogodaka određenih vrsta i za podvig godine. Osim toga, Dodge je od uspostavljanja nagrade do 1990. odlikovao i mjesečne te tjedne najistaknutije igrače. 
Prefiks nagrade za igrača godine promijenjen je 1991. sponzorstvom Pro Seta, tvrtke-proizvođačice kolekcionarskih sličica igrača. Međutim, nagrada je ugašena na ljeto 1992. 

## Popis dobitnika
| Sezona    | Igrač          | Momčad              | Ut. | Gol. | Asist. | Bod. | +/- | PIM |
| --------- | -------------- | ------------------- | --- | ---- | ------ | ---- | --- | --- |
| 1984./85. | Wayne Gretzky  | Edmonton Oilers     | 80  | 73   | 135    | 208  | 98  | 52  |
| 1985./86. | Wayne Gretzky  | Edmonton Oilers     | 80  | 52   | 163    | 215  | 71  | 46  |
| 1986./87. | Wayne Gretzky  | Edmonton Oilers     | 79  | 62   | 121    | 183  | 70  | 28  |
| 1987./88. | Mario Lemieux  | Pittsburgh Penguins | 77  | 70   | 98     | 168  | 23  | 92  |
| 1988./89. | Mario Lemieux  | Pittsburgh Penguins | 76  | 85   | 114    | 199  | 41  | 100 |
| 1989./90. | Pat LaFontaine | New York Islanders  | 74  | 54   | 51     | 105  | -13 | 38  |
| 1990./91. | Brett Hull     | St. Louis Blues     | 78  | 86   | 45     | 131  | 23  | 22  |
| 1991./92. | Mario Lemieux  | Pittsburgh Penguins | 64  | 44   | 87     | 131  | 27  | 94  |